# Bibliothèque municipale et cantonale de Zoug
 (janvier 2022).
Si vous disposez d'ouvrages ou d'articles de référence ou si vous connaissez des sites web de qualité traitant du thème abordé ici, merci de compléter l'article en donnant les références utiles à sa vérifiabilité et en les liant à la section « Notes et références ».
La Bibliothèque municipale et cantonale de Zoug (BMC) est à la fois la bibliothèque publique de la ville de Zoug et la bibliothèque d’études et de formation du canton. Dans cette fonction, elle offre outre un fonds actuel pour un large public de tous les âges, une salle de lecture contenant un choix d’ouvrages de référence. En tant que bibliothèque cantonale, elle collectionne aussi les documents zougois ainsi nommés Tugiensia. 

## Chronologie
- 1836 – Fondation officielle de la bibliothèque municipale. Ses débuts remonte toutefois jusqu’au XVe siècle ; le premier précurseur se trouvait à l’église Saint-Oswald (créée en 1480).
- 1941 – Les collections de la bibliothèque cantonale sont désormais gérées par la bibliothèque.
- 1984 – Révision du contrat bibliothéconomique entre la Ville et le canton de Zoug.
- 1986 – Déménagement à l’adresse actuelle. Le bâtiment a été utilisé au Moyen Âge en tant que réservoir de blé et plus tard en tant que caserne.

## Fonds
À la BMC se trouvent environ 197 000 médias (fin 2006) comme des livres, livres audio, cassettes vidéo et DVD, CD et CD-ROM, 800 périodiques et 1 247 manuscrits.

### Tugiensia
Les imprimés zougois contiennent toutes les publications comme des livres, photographies, brochures et non-livres ayant un auteur ou contenu zougois ou bien ayant été publiées dans le canton. La BMC de Zoug essaie de collectionner autant de monographies zougoises que possible. Les articles des journaux sont sélectionnés selon leur importance et grandeur.

### La Bibliographie zougoise
La Bibliographie zougoise est un catalogue de matières de la Collection zougoise. Elle contient tous les documents (livres, cartes, documents audio-visuels ou jeux) ayant une relation de contenu avec le canton de Zoug. Un extrait de la Bibliographie zougoise est publié chaque année dans le Geschichtsfreund (l’ami historique), faisant partie de la Bibliographie des V endroits (soit Lucerne, Uri, Schwytz, Unterwald et Zoug).

### Archive d’images
L’archive d’images contient environ 21 000 photographies, cartes postales et affiches.

### Manuscrits
La collection consiste en 1 247 manuscrits qui ne sont pas empruntables. Cependant, ils sont consultables dans la salle de lecture.

### Imprimés de petite taille
Les imprimés de petite taille zougois contiennent des dépliants, programmes de manifestations, prospectus et d’autres choses semblables. Ils sont rassemblés depuis 1982 dans les communes et groupés en environ 1 900 dossiers thématiques.

### La chronique zougoise
Depuis 2002, la BMC gère une base de données référençant des événements zougois. La recherche peut être limitée par date, catégorie et endroit. La chronique zougoise complète la chronique déjà existante dans le Calendrier zougois.

### Le fichier de personnages zougois
Ernst Zumbach (1894–1976) a été enregistreur de paysages et a rédigé entre autres la Bibliographie de la science sociale zougoise. La partie bibliographique est actuellement consultable sur microfilm, son contenu entrera néanmoins au fichier de personnages zougois, accessible depuis le site web de la bibliothèque.

## Utilisation
La bibliothèque met à disposition de toutes les personnes habitant dans la région ou travaillant respectivement allant à l’école au canton. À part des documents de son propre fonds, des livres et publications ne se trouvant pas à la BMC sont empruntables par le prêt inter-bibliothèques. 

## Catalogues

### Catalogue en ligne
Le catalogue en ligne (OPAC) contient environ 110 000 documents des sections adultes et jeunes, de la salle de lecture ainsi que de magasin fermé. La recherche peut être limitée selon le support d’information (livre, cassette, CD, DVD, vidéo, CD-ROM, carte).

## Catalogue sur fiches
Des documents plus anciens acquis avant 1990 ne se trouve pas entièrement au catalogue en ligne et doivent être recherchés dans le catalogue sur fiches. Celui-ci est divisé en quatre catégories :
- catalogue alphabétique par auteur ou titre anonyme ;
- catalogue par matières (selon la classification décimale) ;
- catalogue des personnes ;
- catalogue des lieux.